# ルートヴィヒ・ビューヒナー

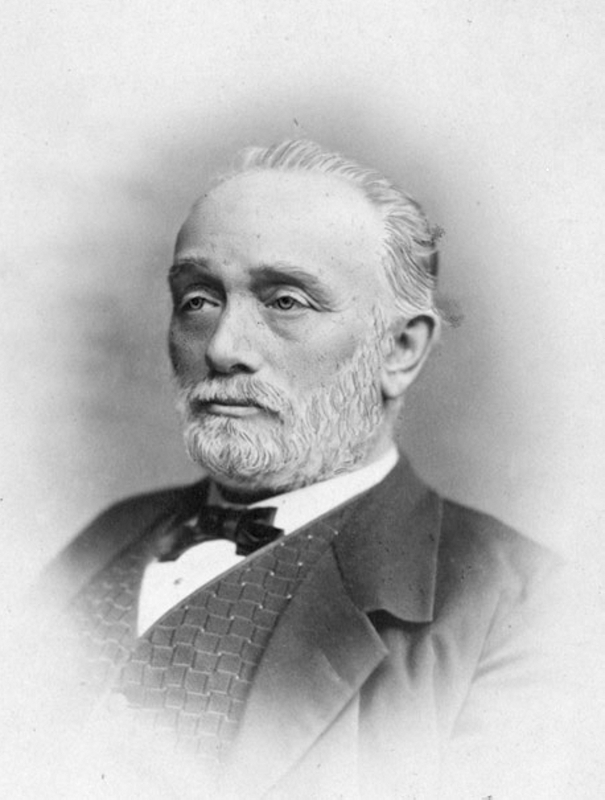
ルートヴィヒ・ビューヒナー

フリードリヒ・カール・クリスティアン・ルートヴィヒ・ビューヒナー（Friedrich Karl Christian Ludwig Büchner, 1824年3月29日 - 1899年3月1日）は、ドイツの医師、自然科学者、哲学者。世俗的唯物論（Vulgärmaterialismus）の開拓者の一人。
ダルムシュタットに生まれ、ギーセン大学、ストラスブール大学、ウィーン大学で医学、物理学、化学を学んだ。1852年にテュービンゲン大学にて薬学の講師となり、1855年、生理学的唯物論の著書『力と質量』(Kraft und Stoff) を著したが、物質とエネルギーの不滅性を論じたこの著書は当時の学会に受け入れられず、テュービンゲンでの職を追われることとなった。その後はダルムシュタットに戻って執筆生活を続けた。
ビューヒナーの唯物論はドイツにおける自由主義思想を先導する役割を果たした。1881年にフランクフルト・アム・マインで「ドイツ自由思想家同盟」(Deutsche Freidenkerbund) を設立、ドイツにおいてはじめて無神論者が公的に集った。
兄弟姉妹に革命家・劇作家のゲオルク・ビューヒナーをはじめ、ヴィルヘルム・ビューヒナー、ルイーゼ・ビューヒナー、アレクサンダー・ビューヒナーがいる。ルートヴィヒはゲオルク死後の1840年に、兄の初の著作集を編集している。